# 阿部定事件

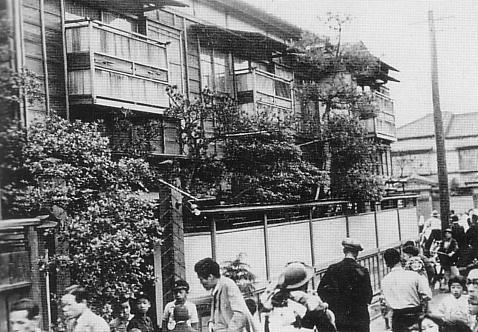
案發的尾久茶室

阿部定事件指的是鰻魚料理店女服務員阿部定於1936年5月18日東京都荒川區尾久町的茶室，將情人絞殺並切除其生殖器的事件。

## 犯案者生平
阿部定於1905年5月28日生於東京都千代田區神田多町。她曾擔任藝妓、遊女、性工作者等不同類型的妓女。
該事件的審判結果，被定為癡情所致。阿部定接受了服刑6年的判決，於1941年刑滿出獄。由于其案件的特殊性，阿部定在外部世界的知名度非常之高，以致于当时的监狱长为了她出狱後能够不招致骚扰，建议她改名为吉井昌子，从此以後隐姓埋名地生活。

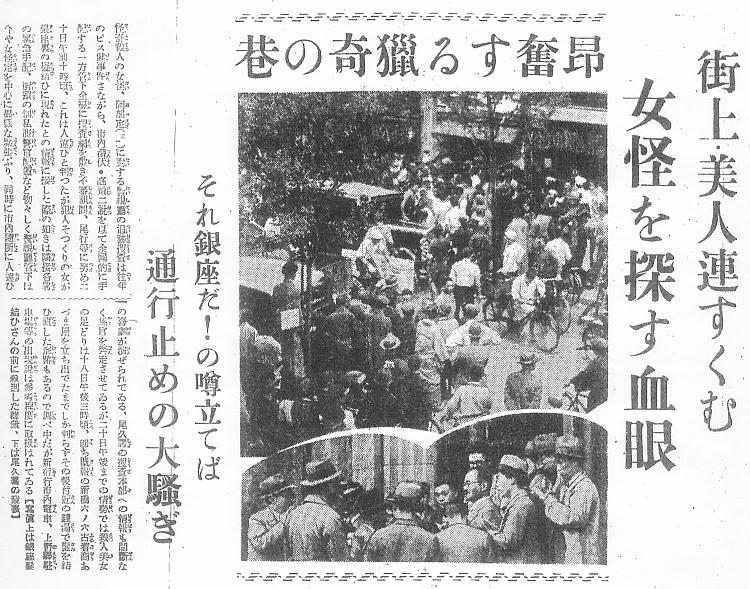
1936年5月21日，東京朝日新聞報導

出狱後阿部定使用了吉井昌子的假名结婚，在战争期间被疏散到了埼玉县。战争结束後，大量的新闻记者突然出现在了已经开始平静生活的阿部定的生活裡。直到那时，她的丈夫才知道她就是名噪一时的阿部定，安宁的生活自此终止。
在战後直至1970年代的这段时间裡，阿部定的事迹开始不断地被各种媒体炒作，很多剧团也开始排演以此事件为蓝本的节目。阿部定也历经了温泉旅馆服务员、饭馆服务员、酒吧老板娘等等职业，不断地利用着自己的知名度。1959年还因为表现优异而得到了东京餐饮界协会颁发的优秀服务员奖状。1968年時也曾有電視台留下自稱阿部定女子的訪問紀錄。
1971年，在位于千叶县市原市的胜山酒店裡，65岁的阿部定曾用“香”的假名工作了一段时间。在这段期间裡她曾尝试过用钱来引诱年轻男子与她发生关系，但在事情被发觉之後留下了一封信就消失了，之後音信全无。不過，據說直到1987年為止，事件死者石田的靈位前在忌日時都會出現不知名人士獻上的鮮花。
由於事件的獵奇性，在事件發生及阿部定逮捕（同年5月20日）後，日本新聞界號外連出，在當時，這是一起引起人們極大關心的事件。即使在現在，很多日本人只要一提起「阿部定」這個名字，就會聯想起該事件。由此可見其知名度之高。

## 改編作品

### 小說
- 失樂園（渡邊淳一，1997年）

### 電影
日本電影界曾數次以阿部定事件為背景，將該事件拍成電影搬上銀幕。
- 感官世界（大島渚，1976年）
- 失樂園（森田芳光，1997年）